# 214e division d'infanterie (Empire allemand)
Pour les articles homonymes, voir 214e division d'infanterie.
La 214e division d'infanterie est une unité de l'armée allemande créée en 1916 qui participe à la Première Guerre mondiale sur le front de l'ouest. En septembre 1916, la division combat sur la Somme. Durant l'année 1917, elle est successivement engagée dans les Monts de Champagne, dans les Flandres et en novembre dans la bataille de Cambrai. En 1918, la division combat dans les Flandres lors de la bataille de la Lys, puis dans les combats défensifs de l'été dans la région d'Arras. Après la signature de l'armistice, la division est transférée en Allemagne et dissoute au cours de l'année 1919.

## Première Guerre mondiale

### Composition

#### 1916 - 1917
- 214e brigade d'infanterie

50e régiment d'infanterie
358e régiment d'infanterie
363e régiment d'infanterie
- 44e régiment d'artillerie de campagne
- 214e bataillon de pionniers

#### 1918
- 214e brigade d'infanterie

50e régiment d'infanterie
358e régiment d'infanterie
363e régiment d'infanterie
- 1er escadron du 16e régiment de hussards (de)
- 214e commandement divisionnaire d'artillerie

44e régiment d'artillerie de campagne
1er bataillon du 15e régiment d'artillerie à pied (batteries 1 à 3)
- 214e bataillon de pionniers

### Historique
La division est formée en Lorraine par l'ajout de bataillons d'ersatz issus de la division de remplacement de la Garde formant le 358e régiment d'infanterie, par l'ajout de bataillons d'ersatz issus de la 8e division d'Ersatz (en) formant le 363e régiment d'infanterie et du 50e régiment d'infanterie issu de la 10e division d'infanterie.

#### 1916
- 10 - 18 septembre : départ de la division par V.F. sur le front de l'est, ce transfert est stoppé à Francfort-sur-le-Main, la division est rapatriée en France dans la Somme.
- 19 septembre - 2 octobre : engagée lors de la bataille de la Somme dans la défense de Rancourt qu'elle doit abandonnée après avoir perdu plus de 600 hommes faits prisonniers[1].
- 2 - 15 octobre : retrait du front, transport en Lorraine et repos.
- 15 octobre - 25 novembre : mouvement vers le front, occupation d'un secteur au bois-le-Prêtre.
- 26 novembre 1916 - 6 février 1917 : retrait du front, transport par V.F. dans la Somme et occupation d'un secteur du front vers Gueudecourt à proximité de Bapaume[1].

#### 1917
- 6 - 20 février : retrait du front, repos et réorganisation. La division est renforcée par le renfort des hommes du 609e régiment d'infanterie dissous.
- 20 février - 15 avril : mouvement vers le front, occupation d'un secteur du front vers Nauroy et Moronvilliers par roulement de ses régiments[1].
- 15 - 19 avril : à partir du 15 avril, la division est entièrement en ligne. À partir du 17 avril, engagée dans la bataille des monts de Champagne, subit les attaques françaises entre Nauroy et Aubérive et déplore de lourdes pertes plus de 1 046 hommes et 19 officiers faits prisonniers[1].
- 19 avril - 4 mai : retrait du front, repos et réorganisation dans la région de Monthois.
- 5 mai - 22 juillet : mouvement vers le front d'Argonne, occupation d'un secteur au sud de Rouvroy-Ripont.
- 23 juillet - 1er août : retrait du front, transport par V.F. dans les Flandres par Charleville, Namur, Bruxelles, Gand.
- 2 - 17 août : mouvement vers le front des Flandres occupation d'un secteur entre Bikschote et Langemark. Engagée dans la bataille de Passchendaele, 16 août attaque française[1].
- 17 - 23 août : retrait du front, repos sur la côte.
- 24 août - 22 novembre : transport dans la région de Douai, occupation d'un secteur du front entre Oppy et Gravelle.
- 22 novembre - 4 décembre : mouvement de rocade, engagée dans la bataille de Cambrai dans le secteur sud-ouest de Cambrai.
- 4 décembre 1917 - 2 janvier 1918 : retrait du front, repos dans la région de Valenciennes[1].

#### 1918
- 3 janvier - 5 avril : occupation d'un secteur du front vers Dixmude. Relevée par la 6e division d'infanterie bavaroise.
- 6 - 10 avril : repos, mouvement par étapes pour atteindre Halluin.
- 10 - 14 avril : engagée dans la bataille de la Lys au nord d'Armentières vers Ploegsteert et Neuve-Église[2].
- 14 avril - 19 mai : retrait du front, repos dans la région de Lille. Le 6 mai, plusieurs éléments sont engagés en soutien de l'attaque de l'Alpenkorps[2].
- 20 mai - 28 août : mouvement vers le front dans la région d'Arras dans le secteur de Feuchy et de Monchy-le-Preux. Le 27 août, engagée dans la bataille d'Arras. La division déplore plus de 1 171 hommes faits prisonniers[2].
- 28 août - 24 septembre : retrait du front, repos.
- 24 septembre - 8 octobre : mouvement vers le front dans la région sud-ouest de Douai dans le secteur de Sailly-en-Ostrevent et de Biache-Saint-Vaast.
- 8 - 24 octobre : repoussée progressivement vers Saint-Amand-les-Eaux[2].
- 25 octobre - 11 novembre : mouvement de rocade au sud de Valenciennes et occupation d'un secteur vers Famars. Après la signature de l'armistice, la division est rapatriée en Allemagne et dissous au cours de l'année 1919.

## Chefs de corps
| Grade           | Nom                          | Date                              |
| --------------- | ---------------------------- | --------------------------------- |
| Generalmajor    | Karl Müller                  | 6 septembre - 24 octobre 1916     |
| Generalleutnant | Richard von Brauchitsch      | 24 octobre 1916 - 19 janvier 1918 |
| Generalmajor    | Georg Ludwig Rudolf Maercker | 19 janvier 1918 - 12 février 1919 |